# I näbbdjurets drömspår
I näbbdjurets drömspår är kapitel 7 i seriesviten Farbror Joakims liv (The Life and Times of $crooge McDuck), författad och tecknad av Don Rosa. Utspelar sig 1896.

## Handling
Joakim letar guld i Australien. Han får också se de 20 000 år gamla drömgrottorna.